# Thomas Tallis
Thomas Tallis (1505 – 3. prosince 1585, podle gregoriánského kalendáře; 23. listopadu 1585 podle juliánského kalendáře, v Londýně) byl anglický renesanční hudební skladatel, skládající převážně chrámovou hudbu. Je považován za jednoho z největších anglických skladatelů.
Na vzácné dochované kopii Tallisova podpisu, psaného gotickým písmem, je podepsán jako Tallys.

## Život
O Tallisově dětství toho není příliš známo. Narodil se před koncem vlády krále Jindřicha VII., na počátku 16. století. Nicméně jsou zde náznaky, že jako dítě zpíval v královské kapli v St James's Palace.
V roce 1532 se stal varhaníkem v Dover College (v té době pod názvem Dover Priory) v Kentu, díky čemuž se stal známým a pravděpodobně na podzim roku 1538 odešel do Waltham Abbey, což byl velký augustiniánský klášter (který však byl v roce 1540 rozpuštěn).
Tallisovým novým působištěm byla Canterburská katedrála. Poté byl poslán ke dvoru a stal se jedním z „členů královské kaple“ (Gentlemen-in-Ordinary of the Chapel Royal).
Thomas Tallis byl schopen skládat tak, aby to odpovídalo požadavkům různých monarchů; komponoval pro Jindřicha VIII., Eduarda VI. (1547–1553), Marii (1553–1558) a pro Alžbětu I. (1558–1585, kdy Tallis umírá).
Snažil se vyhnout náboženským sporům a po celý život zůstal nereformovaným římským katolíkem, stejně jako William Byrd.
Okolo roku 1552 se Thomas Tallis oženil, jeho žena Joan jej přežila o čtyři roky. Jejich manželství zůstalo bezdětné. Žili v Greenwichi u Londýna, údajně na Stockwell Street.

## Dílo
Mezi nejznámější Tallisovo dílo patří 40hlasé moteto Spem in alium, spolu se Mší pro čtyři hlasy, či zhudebnění lamentací proroka Jeremiáše.

## Thomas Tallis ve filmu
Postava Thomase Tallise byla ztvárněna hercem Joem Van Moylandem v seriálu Tudorovci.